# Christian Pelras
Christian Pelras (né le 17 août 1934, mort le 19 juillet 2014) est un ethnologue français spécialiste de l’Indonésie, en particulier de l’île de Célèbes.

## Formation
Après des études de lettres classiques, Christian Pelras étudie la sociologie et l’ethnologie à Paris. Il apprend également l’indonésien, d’abord à l’École des Langues Orientales, puis en Indonésie avec une bourse du gouvernement indonésien. Il parle, comprend ou lit également l’anglais, le néerlandais, l’occitan, l’allemand, le breton, le bugis, l’italien et le portugais.

## Carrière
Christian Pelras commence sa carrière de chercheur en 1962 en entrant au Centre de recherches anthropologiques du Musée de l’Homme. Il est chargé d’une étude sur la commune de Goulien dans le Finistère-sud. Ce travail aboutit à une thèse de troisième cycle.
En 1964, il entre au CNRS, où il travaille sous la direction d’André Leroi-Gourhan. Il est également affecté au Centre de documentation et de recherche sur l’Asie du Sud-Est et le monde insulindien (CEDRASEMI), dirigé par Georges Condominas, où il restera jusqu’à la dissolution de celui-ci en 1984.
Christian Pelras est alors nommé à la tête d’une des unités de recherche qui en sont issues, puis promu au grade de directeur de recherche. En 1991, il est ensuite nommé codirecteur du LASEMA, qu’il dirige jusqu’en 1994 et dont il devient ensuite membre élu du conseil de laboratoire.
Christian Pelras a pris sa retraite en 1999.

## Recherches
C’est en 1959 que Christian fait ses premiers travaux sur le monde insulindien, avec une recherche sur le tissage dans cette région. Son travail sur le terrain l’amène successivement à Java, à Bali, en Malaisie, dans le sud de Célèbes, à Lombok, à Sumatra (en Aceh, chez les Batak, les Minangkabau et les Malais), à Ternate dans les Moluques, à Timor et à Florès.
Christian Pelras se rend pour la première fois chez les Bugis en 1967. Cette première rencontre est suivie d’une étude de la diaspora bugis en Malaisie et à Singapour. Son travail sur ce peuple du sud de Célèbes produit de nombreux articles et communications ainsi qu’un livre, publié en 1996 en anglais sous le titre The Bugis et en indonésien sous le titre Manusia Bugis (« l’homme bugis »).
Pelras fait en outre des recherches sur d’autres peuples de Célèbes : les Bajau, les Makassar, les Kajang, les Mandar et les Toraja. Il travaille également en Malaisie, sur les Orang Kuala (« gens des estuaires ») et les Orang Seletar (« gens de la mangrove »).
Durant cette période, de nombreuses visites dans presque toute l’Indonésie, en Malaisie et dans le sud de la Thaïlande, lui permettent d’acquérir une vaste connaissance de l’aire insulindienne.

## Archives
- En 2001, Christian Pelras a déposé des archives à la Bibliothèque Yves-Le Gallo[2] du Centre de recherche bretonne et celtique (CRBC) de l'Université de Bretagne occidentale. Elles concernent la population, l'agriculture, l'habitat, la vie sociale... de Goulien en 1962-1965 et 1989-2000.

- Les enregistrements sonores collectés par Christian Pelras lors de ses différentes missions en Indonésie (Sulawesi, Bali, Lombok) depuis 1967 sont conservés par le Centre de Recherche en Ethnomusicologie du CNRS. Une partie du fonds Christian Pelras[3] a été numérisé et est consultable en ligne sur le site des archives du CREM.